# Station Rybienko
Station Rybienko is een spoorwegstation in de Poolse plaats Wyszków.